# Fraccionamiento Arboledas San Ramón
Fraccionamiento Arboledas San Ramón är en ort i Mexiko.   Den ligger i kommunen Medellín och delstaten Veracruz, i den sydöstra delen av landet, 300 km öster om huvudstaden Mexico City. Fraccionamiento Arboledas San Ramón ligger 8 meter över havet och antalet invånare är 6 050.
Terrängen runt Fraccionamiento Arboledas San Ramón är platt. Runt Fraccionamiento Arboledas San Ramón är det ganska tätbefolkat, med 230 invånare per kvadratkilometer. Närmaste större samhälle är Veracruz, 9,7 km norr om Fraccionamiento Arboledas San Ramón. Trakten runt Fraccionamiento Arboledas San Ramón består till största delen av jordbruksmark.